# Gabriele Melogli
Gabriele Melogli (Isernia, 30 settembre 1946) è un politico italiano, sindaco di Isernia dal 2002 al 2012.

## Biografia
Avvocato, inizia la propria attività politica come militante nella Democrazia Cristiana, nelle cui file è stato consigliere comunale a Isernia dal 1990 al 1996. Si è candidato cinque volte a sindaco di Isernia. La prima volta fu nel 1993, quando era capolista della DC ma risultò vittoriosa la coalizione di centrosinistra. Dopo la dissoluzione della DC aderisce nel 1995 ai Cristiani Democratici Uniti, nelle cui liste è candidato alle elezioni regionali del 2000 per la provincia di Isernia, ma nonostante le 624 preferenze non è eletto. Con lo scioglimento dei CDU nel 2002 passa a Forza Italia e nel maggio di quell'anno è eletto sindaco di Isernia al secondo turno alla guida di una coalizione di centro-destra con il 63,96% dei voti contro il 36,04% di Alfredo D'Ambrosio, sostenuto da una lista civica di centro e dal Nuovo PSI. Viene poi rieletto al primo turno per un secondo mandato nel 2007 con il 69,10% dei voti.
Alle elezioni regionali del 2011 si candida a consigliere regionale per la provincia di Isernia nella lista Progetto Molise, all'interno della coalizione di centrodestra a sostegno di Angelo Michele Iorio: ottiene 1.030 preferenze e non è eletto.
Nel 2016 è nuovamente candidato sindaco per Forza Italia e altre forze, ma dopo aver ottenuto il 19,14% al primo turno è sconfitto al ballottaggio dallo sfidante sostenuto da Fratelli d'Italia e Michele Iorio, Giacomo D'Apollonio, che consegue il 59% contro il 41% di Melogli; rinuncia poi al seggio di consigliere comunale.
Si ricandida nel 2021 sempre per il centrodestra, anche stavolta senza il supporto di Fratelli d'Italia e dell'ex governatore, e con il 41,28% perde il ballottaggio contro il candidato della coalizione del centro-sinistra e Movimento 5 Stelle Piero Castrataro (58,72%), dopo che al primo turno aveva preso il 42,88%, poco più dell'avversario. Nel luglio 2022 si dimette nuovamente dal Consiglio Comunale.